# Hexenstein bei Dötlingen

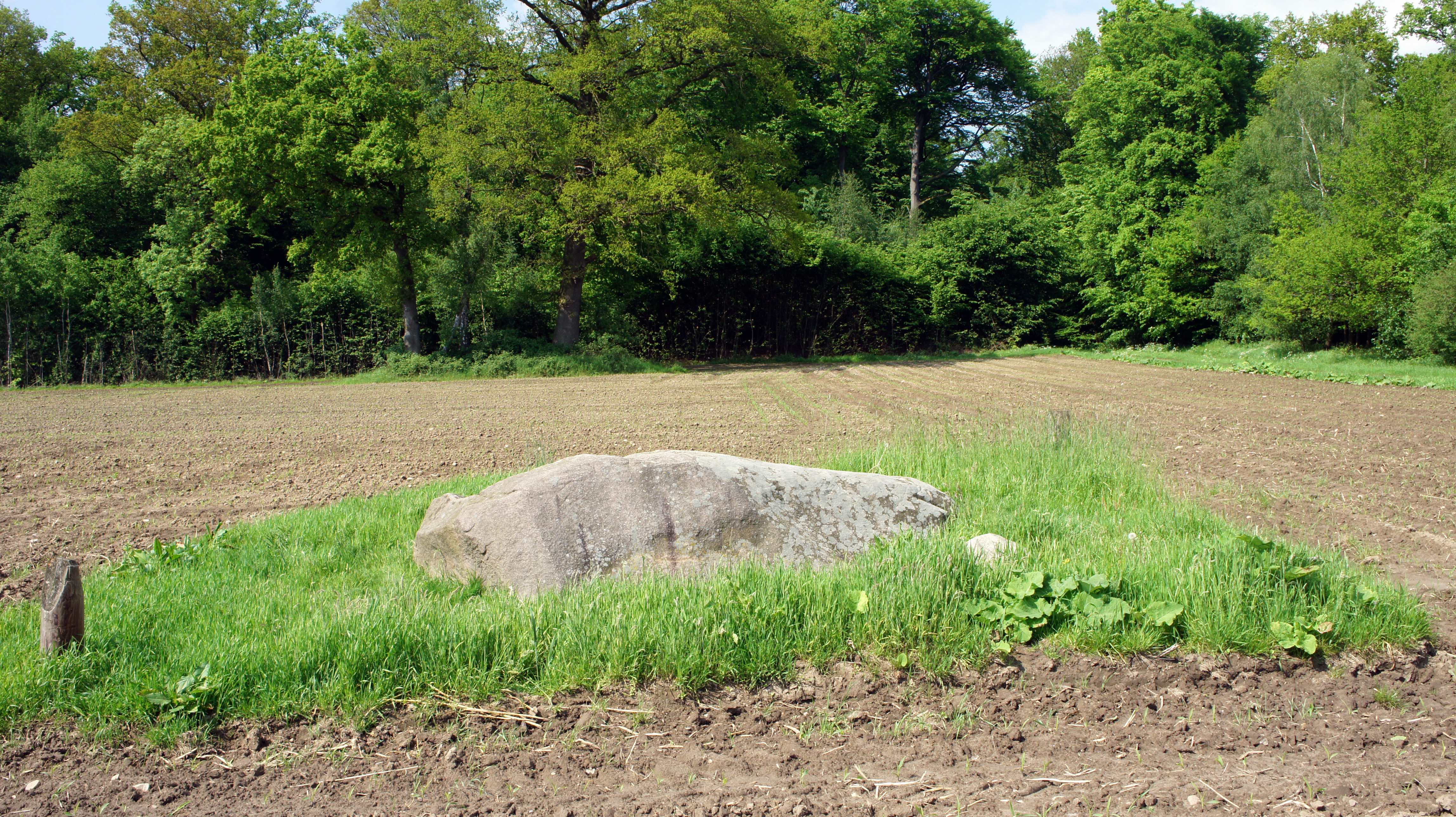
Hexenstein bei Dötlingen

Der Hexenstein bei Dötlingen, früher als „De breede Steen“ oder „brede Stehen“ (breiter Stein) bezeichnet, ist ein Findling und Schalenstein beim Ortsteil Neerstedt der Gemeinde Dötlingen im niedersächsischen Landkreis Oldenburg. Der Stein ist einer der größten Findlinge in der Wildeshauser Geest. Er ist ein Naturdenkmal in Dötlingen.

## Beschreibung
Der Hexenstein liegt in der nördlichen Wildeshauser Geest zwischen den Orten Dötlingen und Kirchhatten bei Neerstedt südlich des Waldes „Wehe“. In der Nähe findet sich eine Reihe vorgeschichtlicher Anlagen wie das Großsteingrab Gerichtsstätte und das Dötlinger Steingrab. Der Stein ist ein großer Findling aus rötlichem skandinavischem Granit, der größtenteils im Boden eines Ackers liegt. Er ragt 1,2 Meter über die Erdoberfläche hinaus. Die tatsächlichen Ausmaße belaufen sich auf 4,3 Meter × 3,1 Meter. Das Volumen wird auf 15 m³ und das Gewicht auf 39 Tonnen geschätzt.

### Schälchen

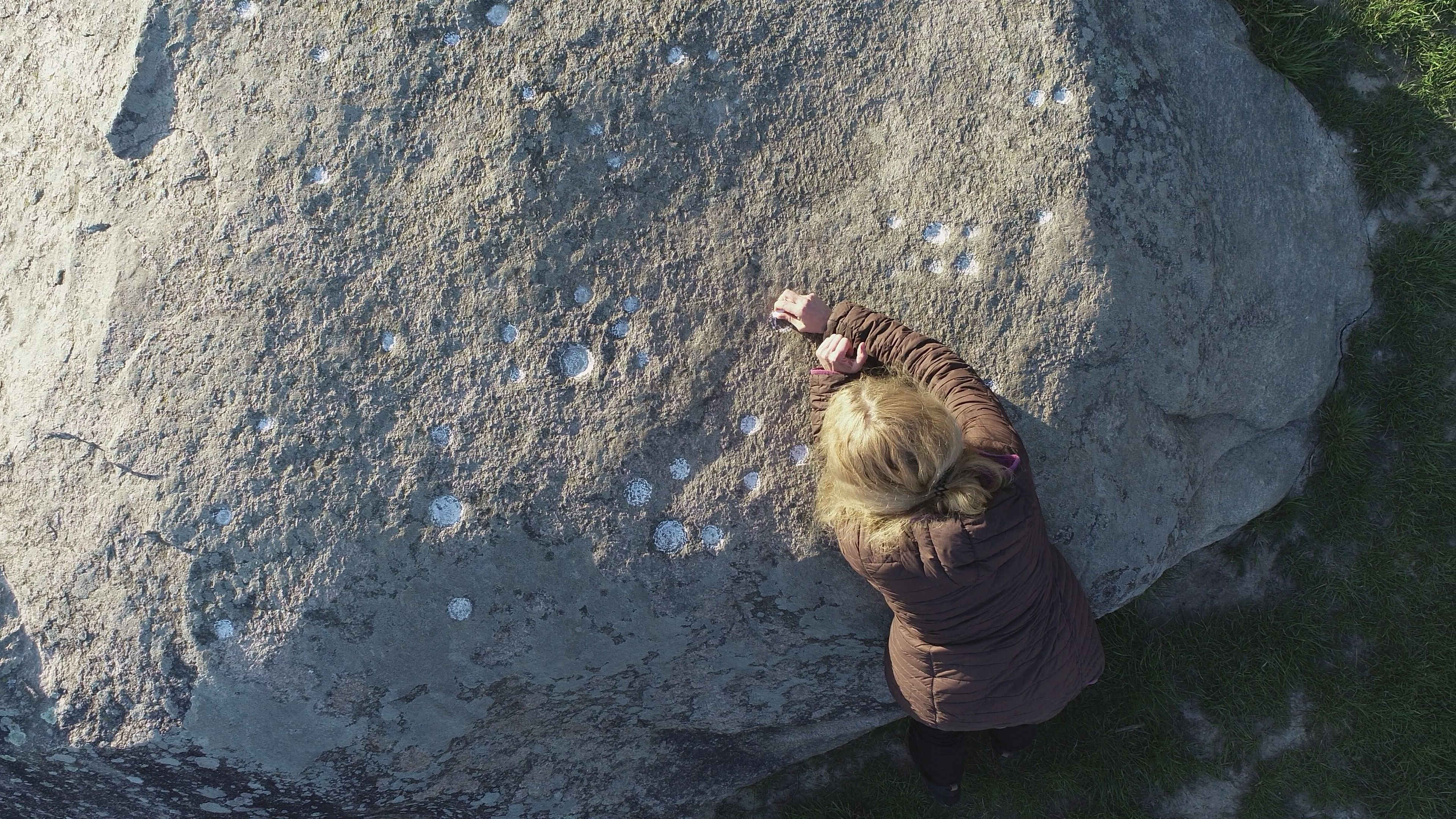
Markierung der Schälchen mit Kreide

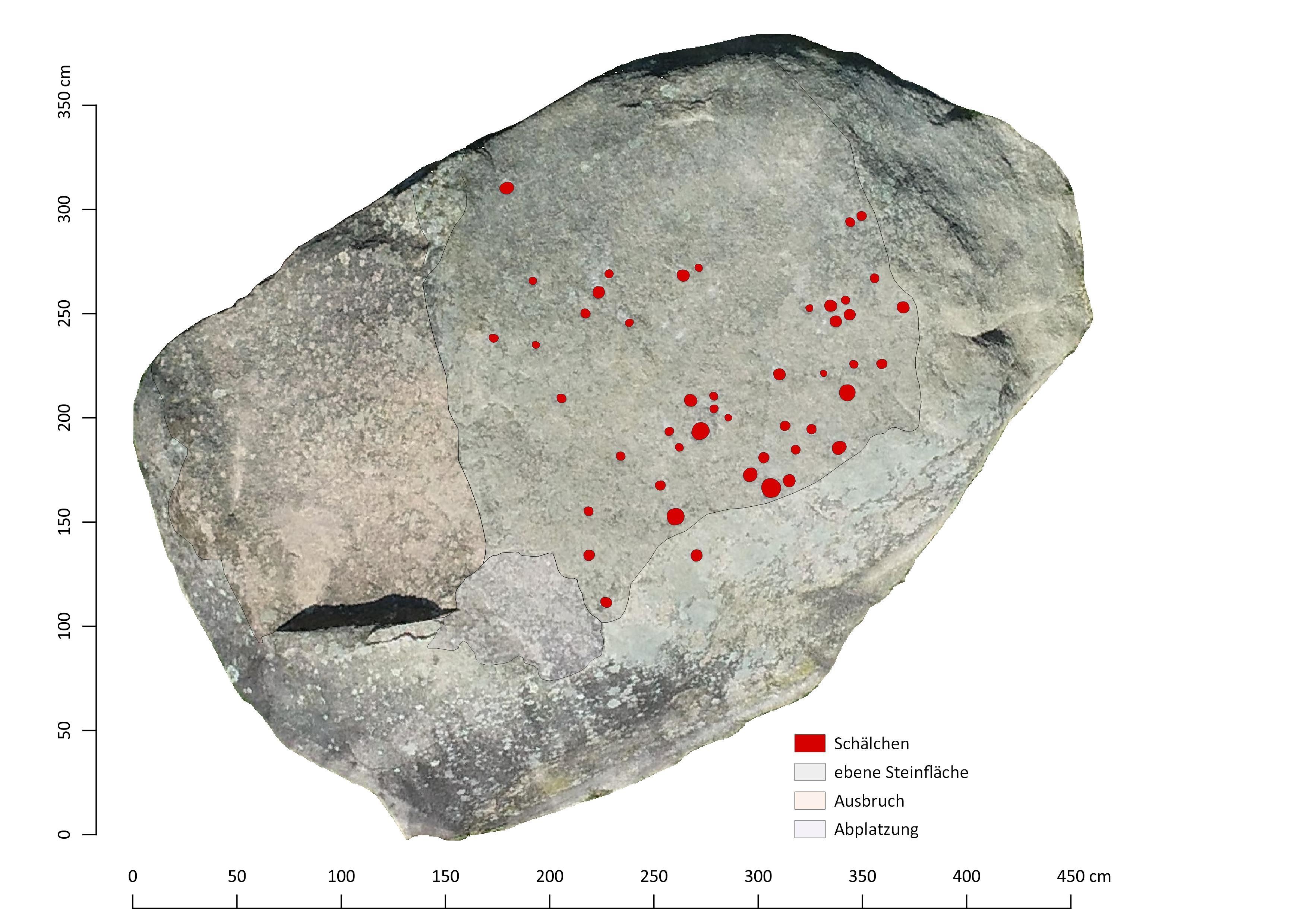
Schälchen auf der Steinoberfläche, im Foto nachkoloriert

Die Oberfläche des Steins weist drei große und 47 kleinere Vertiefungen auf, die wenige Millimeter bis 2 cm tief sind. Sie wurden muldenförmig in den Granit hineingepickt oder sind ausgeschabt worden. Die genaue Zahl der tatsächlichen Schälchen ist nicht bekannt, weil einzelne Vertiefungen natürlichen Ursprungs sein können. Einige Vertiefungen lassen geometrische Anordnungen als Dreier- und Vierergruppe sowie als Paare und Reihen erkennen, deren Bedeutung nicht bekannt ist.
Wann die Schälchen in den Stein eingebracht wurden, ist nicht bekannt. Üblicherweise datieren Archäologen die in weiten Teilen Nordeuropas und vor allem in Skandinavien verbreiteten Schalensteine in die Bronzezeit. Archäologen zufolge wurden die Schälchen in jüngerer Zeit weiter ausgeschliffen, was damit in Zusammenhang stehen könnte, dass angeblich noch heute an bestimmten Tagen Rituale an dem Stein vollzogen werden.

## Name
Zur Benennung als Hexenstein gibt es unterschiedliche Erklärungen. Eine beruht darauf, dass Hexen angeblich in der Johannis-Nacht vom Stein aus nach Bremen und wieder zurückflogen. Die drei tiefen Schälchen seien Standspuren für ein Hexenspinnrad gewesen. Anderen Überlieferungen zufolge hätten Zwerge unter dem Stein gehaust und aus den Schälchen gegessen.